# 山形県立新庄南高等学校
山形県立新庄南高等学校（やまがたけんりつ しんじょうみなみこうとうがっこう、Yamagata Prefectural Shinjō Minami High School）は山形県新庄市城南町にある県立の高等学校。略称は「新南」（しんなん）、「南高」（なんこう）。

## 概要
歴史
1914年（大正3年）創立の「新庄町立実科高等女学校」を前身とする。数回の移管・改称を経て1948年（昭和23年）の学制改革により、新制高等学校となった。新制高等学校になった当初は女子校であったが、1950年（昭和25年）に旧制中学校を前身とする高校（男子校）と統合され、「山形県立新庄高等学校」として男女共学を開始した。それから2年後の1952年（昭和27年）には統合を解消し、現校名の「山形県立新庄南高等学校」となった。男女共学となったものの、歴史的に高等女学校を前身とするために、男子の入学は少なかったが、商業科に男子を受け入れたのに始まり、1995年（平成7年）には普通科にも男子が入学し、現在は共学が進んでいる。2014年（平成26年）に創立100周年を迎える。
設置課程・学科
全日制課程 2学科
- 普通科
- 総合ビジネス科（商業に関する学科） - 2024年度より募集停止

校訓
「清楚・誠実・進取」- 1990年（平成2年）に制定。
校章
1952年（昭和27年）に当時の在職教諭によってデザインされた。黒百合の花弁をもとにしている。
校歌
1953年（昭和28年）に制定。作詞は神保光太郎、作曲は高田三郎による。歌詞は3番まであり、校名は歌詞中に登場しない。なお1番の歌詞に校章の黒ユリが、2番には中庭に立つシンボルツリー篠懸（すずかけ）が登場する。「すずかけ」は学校通信のタイトルにもなっている。

## 沿革
高等女学校時代
- 1914年（大正3年）4月 - 「新庄町立実科高等女学校」が新庄尋常高等小学校に併置される。
  - 修業年限を2年、学級数を2、生徒定員を100名とする。
- 1915年（大正4年）9月 - 新庄町小田島町字御鷹部屋に新校舎が完成。
- 1919年（大正8年）4月1日 - 移管により「最上郡立実科高等女学校」と改称。
  - 修業年限を4年、学級数を4、生徒定員を200名とする。
- 1920年（大正9年）4月 - 校舎の増築工事に着手。蚕業伝習所を教室に、2階建ての西校舎を体操場に改造。
- 1921年（大正10年）4月 - 移管により「山形県立新荘実科高等女学校」と改称。生徒定員を300名とする。
- 1922年（大正11年）4月 - 校舎新築工事に着手。2階建て本館、平屋建て理科室、体操場、講堂が完成。校舎の1棟を寄宿舎に改造。
- 1925年（大正14年）4月 - 「山形県立新荘高等女学校」に改称（「実科」が除かれる）。
  - 修業年限は本科を4年、（本科修了後の）補習科を1年とする。また学級数を8、生徒定員を400名とする。
- 1931年（昭和6年）3月 - 校歌（旧校歌）を制定。
- 1940年（昭和15年）5月 - 紀元2,600年を記念し、部分林を設定。
- 1941年（昭和16年）5月 - 記念部分林第1回植林を実施。
- 1942年（昭和17年）5月 - 太平洋戦争による物資不足のため、学校製炭を実施。
- 1943年（昭和18年）4月 - 学級数を12、生徒定員を600名とする。高等女学校令が廃止され、中等学校令が施行される。
- 1944年（昭和19年）11月 - 学徒動員が開始。4年生が神奈川県大船の富士飛行機株式会社に通年動員となる。
- 1945年（昭和20年）
  - 4月 - 学校での授業を停止。ただし勤労動員は継続。
  - 8月 - 終戦。
  - 9月 - 授業を再開。
- 1946年（昭和21年）
  - 4月1日 - 修業年限が5年となる（ただし4年修了時点で卒業することもできた）。
  - 12月末 - 校舎を増築。
- 1947年（昭和22年）4月1日 - 学制改革（六・三制の実施）が行われる。
  - 高等女学校の募集を停止。
  - 新制中学校を併設し（名称:山形県立新荘高等女学校併設中学校、以下・併設中学校）、高等女学校1・2年修了者を新制中学校2・3年生として収容。
  - 併設中学校は経過措置としてあくまで暫定的に設置されたため、新たに生徒募集は行われず、在校生が2・3年生のみの中学校であった。
  - 高等女学校3・4年生はそのまま在籍し、4・5年生となった（4年修了時点で卒業することもできた）。

新制高等学校
- 1948年（昭和23年）4月1日 - 学制改革により高等女学校は廃止され、新制高等学校「山形県立新荘第二高等学校」（女子校）が発足。
  - 通常制普通課程（現・全日制課程普通科）を設置。入学資格を新制中学校を卒業した15歳以上、修業年限を3年とする。
  - 高等女学校卒業者（5年修了者）を新制高校3年生、高等女学校4年修了者を新制高校2年生、併設中学校卒業者（3年修了者）を新制高校1年生として収容。
  - 併設中学校を継承し（名称:山形県立新荘第二高等学校併設中学校）、在校生が1946年（昭和21年）に高等女学校へ入学した3年生のみとなる。
- 1949年（昭和24年）
  - 3月31日 - 併設中学校を廃止。
  - 4月1日 - 山形県立新荘第三高等学校を統合し、定時制普通課程を設置。また通常制（全日制）に普通課程・家庭課程・商業課程を設置。
  - 10月 - PTAからの寄付により図書館と商業教室が完成。
- 1950年（昭和25年）4月1日 - 高校三原則に基づき、公立高校の再編が行われる。
  - 山形県立新荘第一高等学校（男子校）と統合され、総合制「山形県立新庄高等学校」が発足。男女共学を開始。
  - 普通・工業・農業・商業・家庭の5課程を有する総合制の高等学校となる。
  - 旧第一高校の校舎を「北校舎」、旧第二高校の校舎を「南校舎」として両校舎の使用が継続された。
- 1952年（昭和27年）4月1日 - 統合の解消により、南校舎が「山形県立新庄南高等学校」（現校名）として独立。普通・家庭・商業の3課程を設置。
  - 北校舎は山形県立新庄北高等学校となる。
- 1953年（昭和28年）11月 - 校歌（現校歌）を制定。
- 1954年（昭和29年）9月 - メイングラウンド（主運動場）を設置。
- 1955年（昭和30年）11月 - 運動場を拡張。
- 1957年（昭和32年）12月 - 体育館が完成。
- 1959年（昭和34年）10月 - 旧体育館を移転改装し図書館・美術室とする。商業実務室と準備室が完成。
- 1963年（昭和38年）
  - 4月 - 通常制を全日制課程、普通課程を普通科、商業課程を商業科、家庭課程を家政科に改称。
  - 10月 - 学校部分林の組合長名義を同窓会長に変更。
- 1964年（昭和39年）12月 - 創立50周年記念式典を挙行。
- 1965年（昭和40年）3月 - 普通教室、家庭科特別教室を増築。
- 1967年（昭和42年）4月 - 学校住所の表記が小田島町9が「城南町5番5号」に変更となる。
- 1968年（昭和43年）4月 - 鉄筋コンクリート造3階建ての校舎増築が完成。
- 1971年（昭和46年）3月 - 鉄筋コンクリート造2階建ての商業科校舎が完成。
- 1975年（昭和50年）7月 - 創立60周年を記念して同窓会館が完成。
- 1978年（昭和53年）3月 - 電算実習室が完成。
- 1979年（昭和54年）
  - 2月 - 家政科と商業科において推薦入試を実施。
  - 3月 - 寄宿舎「雪華寮」を閉寮し、セミナーハウス（研修施設）に用途を変更。
- 1980年（昭和55年）7月 - 講堂・第二棟木造部・第三棟を解体。4階建ての新第三棟が完成。
- 1981年（昭和56年）4月 - 第四棟（産業振興棟）が完成。環境整備により中庭が完成。
- 1983年（昭和58年）10月 - 創立70周年を記念して茶室と茶庭が完成。
- 1984年（昭和59年）3月 - グラウンドを拡張。
- 1986年（昭和61年）
  - 7月 - 体育館と剣道場が完成。
  - 12月 - グラウンド拡張部分の整備が完了。
- 1990年（平成2年）8月 - 校訓を制定。
- 1992年（平成4年）
  - 2月 - 公共下水道が整備される。
  - この年 - べにばな国体でボクシング会場となる。
- 1994年（平成6年）10月 - 創立80周年を記念して同窓会館の分館が完成。
- 1995年（平成7年）4月 - 普通科に男子が15名入学。
- 1998年（平成10年）2月 - 普通科においても推薦入試を実施。
- 2002年（平成14年）7月 - 山形県高速基幹ネットワークの稼動を開始。
- 2005年（平成17年）4月 - 家政科の募集を停止。学科改編により商業科を総合ビジネス科に改称。
- 2007年（平成19年）3月 - 家政科・商業科を閉科。
- 2008年（平成20年）11月 - 特別教室棟の耐震補強工事が完了。
- 2009年（平成21年）2月 - 同窓会館の耐震補強工事が完了。
- 2010年（平成22年）12月 - 第二棟の耐震補強工事を完了。
- 2011年（平成23年）3月 - 職員室と小会議室を移転。
- 2012年（平成24年）8月 - 旧校長公舎を解体。
- 2014年（平成26年）4月 - 金山高校が山形県立新庄南高等学校金山校となる。
- 2016年（平成28年）12月 - 同窓会からの寄贈により校門の門柱が整備し直される。また、同窓会館脇に駐車場を増設。
- 2024年（令和6年）4月 - 総合ビジネス科の募集停止。新たに新庄神室産業高校にビジネス創造科を設置。
- 2026年（令和8年）4月 - 新庄北高校と統合して、「山形県立新庄志誠館高等学校」が開校予定。[2]

## 部活動
運動部
- 野球部
- バレーボール部
- バスケットボール部
- ソフトボール部
- サッカー部
- 陸上競技部
- バドミントン部
  - 1961年（昭和36年）- 国民体育大会女子団体で優勝。インターハイ女子団体で準優勝、女子ダブルス優勝。
  - 1963年（昭和38年）- インターハイ女子団体で準優勝。
  - 1966年（昭和41年）- 国民体育大会女子団体で優勝。インターハイ女子ダブルスで3位。
  - 1970年（昭和45年）- インターハイ女子団体で3位。
  - 1971年（昭和46年）- インターハイ女子ダブルスで3位。
  - 1972年（昭和47年）- インターハイ女子団体で2位、女子ダブルスで3位。
- 弓道部
- 剣道部
- 卓球部
- ソフトテニス部
- ボクシング愛好会（2010年度で廃止）

文化部
- ワープロ部
- 語学部
- 食物部
- 茶華道部
- 吹奏楽部
- 演劇部
- 書道部
- 美術部

## 著名な出身者
- 安彦麻理絵 - 漫画家
- 伊藤真喜子 - マラソン選手、1997年（平成9年）東京国際女子マラソン優勝

## 交通アクセス
最寄りの鉄道駅
- JR東日本 奥羽本線「新庄駅」より徒歩15分